# Ali G (film, 2002)
Pour plus de détails, voir Fiche technique et Distribution.
Ali G (Ali G Indahouse) est un film sorti en 2002, réalisé par Mark Mylod et mettant en scène le personnage de fiction Ali G joué par l'acteur britannique Sacha Baron Cohen.
Ce film est le premier de trois films basés sur l'émission télévision Da Ali G Show. Le second film est Borat, leçons culturelles sur l'Amérique au profit glorieuse nation Kazakhstan, le dernier étant Brüno sorti en 2009.

## Synopsis
Ali G est un habitant du quartier résidentiel de Staines, à l'ouest de Londres, principalement peuplé de personnes du troisième âge. Il y vit avec sa grand-mère et son chien nommé 2pac.
Il partage son temps entre le centre de loisirs John Nike de Staines (où il enseigne aux enfants la « Ali G attitude »), sa copine Julie et sa bande du quartier ouest (Ricky C, Dave et Jezzy F) avec laquelle il organise des courses de Super 5 contre la bande rivale du quartier Est.
Sa vie va changer lorsqu'il apprend que le centre de loisirs doit fermer. Pour protester, il décide d'entamer une grève de la faim… sélective !
Il se fait remarquer par le chef du parti conservateur qui cherche à donner une image plus moderne à son parti. Ali G est finalement pris pour représenter les jeunes de Staines dans l'arène politique. Ali G gravit rapidement les échelons et, en dévoilant (par pur hasard) un vieux scandale sur son adversaire travailliste, il accède au poste de député à la Chambre des lords.

## Fiche technique
- Titre : Ali G
- Titre original : Ali G Indahouse
- Réalisation : Mark Mylod
- Scénario : Sacha Baron Cohen et Dan Mazer (d'après les sketches télévisés)
- Photographie : Ashley Rowe
- Montage : Paul Knight
- Musique originale : Adam F
- Décors : Jon Billington et Grenville Horner
- Costumes : Annie Hardinge
- Production : Eric Fellner, Tim Bevan, William Green, Dan Mazer
- Production exécutive : Sacha Baron Cohen, Peter Fincham, Natascha Wharton
- Sociétés de production : FilmFour, Kalima Productions, StudioCanal, TalkBack Productions, WT2 Productions, Working Title Films
- Budget : 5 000 000 £ (estimation)
- Pays d'origine :  Royaume-Uni
- Langue originale : anglais
- Format : Couleur (Technicolor) / 1,85:1 / 35 mm / Dolby Digital
- Durée : 88 minutes
- Dates de sortie : 
  - Royaume-Uni : 22 mars 2002
  - France : 25 décembre 2002

## Distribution
- Sacha Baron Cohen (VF: Emmanuel Curtil) : Ali G
- Charles Dance (VF: Philippe Catoire) : David Carlton
- Rhona Mitra (VF: Françoise Cadol) : Kate Hedges
- John Warnaby (VF: Michel Prudhomme) : David Griffiths
- Michael Gambon (VF: Richard Darbois) : le Premier ministre
- David Henry (VF: Jean-Pierre Gernez) : le maire
- Martin Freeman (VF: Jérôme Pauwels) : Ricky C
- Janet Mitchell (VF: Margaret Bluet) : Tracey
- Kellie Bright (VF: Dorothée Pousséo) : Julie
- Emilio Rivera (VF: Boris Rehlinger) : Rico
- Frank Dunne (VF: Gérard Hernandez) : l'aveugle
- Colin Stinton : le délégué américain
- Gina La Piana (créditée Gina Lapiana) : garce 1
- Dana de Celis (créditée Dana Pauley) : garce 2
- Dominic Delesilva : jeune garçon
- Jacqueline Castro  (VF: Myrah Talie) : maman
- Jesse Acosta : gangster
- Mário Aguilar : gangster
- Gary Baxley : gangster
- Carlos Ayala : gangster
- John Estrada : gangster
- David Follosco : gangster
- Gerald Gonzales : gangster
- Manny Jimenez : gangster
- Robert Jimenez : gangster
- George López : gangster
- Manny Perez : gangster
- Magdaleno Robles : gangster
- Danny Romo : gangster
- Jacob Salas : gangster
- Carlos Sánchez : gangster
- Emiliano Torres : gangster
- Robert Zepeda : gangster
- Ed the Dog : le chien 2 Pac
- Barbara New : Nan
- Tony Way : Dave
- Nabil Elouahabi : Jezzy F
- Richard Syms : le tuteur
- Ray Panthaki (VF: Emmanuel Garijo) : Hassan B
- Dean Batchelor : East Staines Massiv
- Adam Deacon : East Staines Massiv
- Roberto Viana : East Staines Massiv
- Imran Akhtar : louveteau
- Jamie Boubazari : louveteau
- Charlie Hawkins : louveteau
- George Keane : louveteau
- Alex Peters : louveteau
- Billy Stewart : louveteau
- Jack Thompson : louveteau
- Stephen Bent : gérant du John Nike Leisure Centre
- Anna Keaveney : secrétaire
- Eileen Essell : Mrs. Hugh
- Naomi Campbell : elle-même